# Завальний Ігор Юрійович
І́гор Ю́рійович Зава́льний (3 червня 1992 — 3 вересня 2014) — старший солдат Збройних сил України, учасник російсько-української війни.

## Життєвий шлях
Народився 1992 року в селі Симонівка (Сумський район, Сумська область). Закінчив Терешківську ЗОШ, у якій навчалася й майбутня дружина. Побралися з Оксаною, у пошуках роботи переїхали до Сум. Працював зварювальником-котельником на заводі ім. Фрунзе. Відслужив строкову службу, внутрішні війська, Кіровоград.
Мобілізований 24 березня 2014-го, оператор, 1-й взвод, 27-й реактивний артилерійський полк. У липні підрозділ рушив у зону бойових дій.
3 вересня 2014-го загинув під час обстрілу з території Російської Федерації із РСЗВ «Смерч» базового табору 27-го полку поблизу Старобільська. Ігор був саме в тому бліндажі, у який влучив снаряд. За кілька секунд усі згоріли.
Без Ігоря лишились дружина та донька Єлизавета (народилась у червні 2014-го).
Похований у місті Суми 9 вересня 2014-го, Алея поховань Почесних громадян.

## Нагороди та вшанування
За особисту мужність і героїзм, виявлені у захисті державного суверенітету та територіальної цілісності України, вірність військовій присязі під час російсько-української війни, відзначений — нагороджений
- орденом «За мужність» III ступеня (посмертно)
- у вересні 2015-го в Терешківській ЗОШ відкрито пам'ятну дошку його честі
- Рішенням Сумської міської ради від 30 березня 2016 року № 487-МР Ігорю Юрійовичу присвоєно звання «Почесний громадянин міста Суми» (посмертно)[1].
- Його портрет розміщений на меморіалі «Стіна пам'яті полеглих за Україну» в Києві: секція 4, ряд 7, місце 11
- Вшановується в меморіальному комплексі «Зала пам'яті», в щоденному ранковому церемоніалі 3 вересня[2]
- у Державному професійно-технічному навчальному закладі «Сумський центр професійно-технічної освіти» встановлено меморіальну дошку на його честь